# جوزيف يونغ جونيور
جوزيف يونغ جونيور (بالإنجليزية: Joseph Young, Jr.)‏ هو منتج أفلام ورسام كارتون أمريكي، ولد في 29 ديسمبر 1964 في هارتفورد في الولايات المتحدة.